# Xylopia martinicensis
Xylopia martinicensis är en kirimojaväxtart som beskrevs av Spreng.. Xylopia martinicensis ingår i släktet Xylopia och familjen kirimojaväxter. Inga underarter finns listade i Catalogue of Life.